# Гвіанська течія

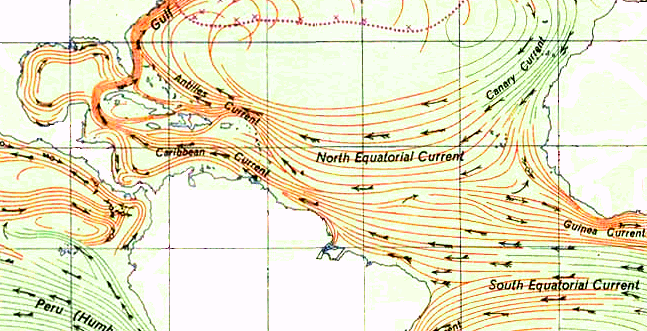
Гвіанська течія, тепла морська течія в Карибському морі

Гвіанська течія (Карибська течія) — тепла течія в Атлантичному океані біля північно-східних берегів Південної Америки, відгалуження Південної Пасатної течії. Починається в районі мису Сан-Рокі (Бразилія) і тече на північний захід вздовж берегів Гвіани до злиття з Північною Пасатною течією. Швидкість понад 3 км/год. Температура течії 23—28 °C.